# Aeneonaenaria victoriae
Aeneonaenaria victoriae là một loài tò vò trong họ Ichneumonidae.